# Rhynchostegium fissidentellum
Rhynchostegium fissidentellum är en bladmossart som beskrevs av Bescherelle 1877. Rhynchostegium fissidentellum ingår i släktet näbbmossor, och familjen Brachytheciaceae. Inga underarter finns listade i Catalogue of Life.